# 周建南
周建南（1917年11月—1995年6月28日），江苏宜兴人，曾任中华人民共和国机械工业部部长，前央行行长周小川之父。

## 生平
1917年，生于江苏宜兴。1937年，国立交通大学（上海）电机系肄业，同年抵达延安。1952年，担任东北工业部电工局局长。1961年，担任第一机械工业部副部长1973年，担任第一机械部机械研究院院长。1982年4月-1985年8月，担任机械部部长。1995年6月28日，去世。

## 家庭
周建南育有二子。长子周小鹤，次子周小川。